# Slaget ved Aclea
Slaget ved Aclea var et slag, der foregik i 851 imellem vestsakserne ledet af Kong Æthelwulf af Wessex og danske vikinger på et ukendt sted i Surrey, muligvis Ockley. Vestsakserne sejrede over vikingerne.
Der vides ikke meget om slaget, og den vigtigste kilde til slaget er den Angelsaksiske Krønike, der skriver:
"350 skibe kom til udmundingen af Themsen og stormede Canterbury og London og sendte Beorhtwulf, konge af Mercia på flugt med sin hær, og da de drog sydpå over Themsen ind i Surrey kæmpede kong King Æthelwulf og hans søn Æthelbald med den vestsaksiske hær mod dem ved Aclea, og lavede den største nedslagtning af en hedensk hær vi har hørt om op til i dag, og de tog sejren."
Aclea betyder Egemark, som biskop Asser forklarede. Dette kan være blevet forvansket til Oakley eller Ockley. Ockley er en landsby i Surrey, som kan være den logisk lokation for slaget. Hvis vikingerne fulgte den gamle romerske vej Stane Street mod syd fra London Bridge, der var det eneste sted Themsen kunne krydses, så ville de være kommet til mellemrummet i North Downs og passeret igennem Dorking. Hvis vestsakserne kom mod nord ad Stane Street kunne de to hære have mødt hinanden i Ockley.